# Hyundai Celesta
La Hyundai Celesta, chiamata anche Hyundai Yuedong (悦 动), è una autovettura prodotta dalla casa automobilistica sud coreana Hyundai Motor Company dal 2017.

## Descrizione
Svelata al Salone dell'Auto di Guangzhou nel 2016, la Celesta va a sostituire la Hyundai Elantra Yuedong, dalla quale riprende molti elementi sia meccanici che telaistici.
Laa versione station wagon della Celesta chiamata Hyundai Celesta Yixing (逸 行) è stata lanciata a settembre 2018.